# Zbigniew Dolata
Zbigniew Dolata (Koźmin; 1 de Dezembro de 1965 — ) é um político da Polónia. Ele foi eleito para a Sejm em 25 de Setembro de 2005 com 9880 votos em 37 no distrito de Konin, candidato pelas listas do partido Prawo i Sprawiedliwość.